# Siphonosoma vastum
Siphonosoma vastum är en stjärnmaskart som först beskrevs av Emil Selenka, Bnlow in Selenka, de Man och Bnlow 1883.  Siphonosoma vastum ingår i släktet Siphonosoma och familjen Sipunculidae. Inga underarter finns listade i Catalogue of Life.